# Вельветовые колючие акулы
Вельветовые колючие акулы (лат. Scymnodon) — род акул семейства сомниозовых отряда катранообразных, в которое включают 2 вида. Он близок к роду сцимнодалатий и вначале их объединяли в один род. После продолжительных дискуссий в 1956 году рода были разделены. Сцимнодалатии отличаются от вельветовых акул отсутствием шипа у основания спинных плавников, а также тем, что первый спинной плавник у них сильнее сдвинут назад. Максимальный размер 110 см. Анальный плавник отсутствует. Последняя жаберная щель немного шире предыдущих четырёх. Губы тонкие. У основания спинных плавников имеются малозаметные рифлёные шипы. Верхние зубы маленькие и узкие, нижние подобны лезвиям и сцеплены между собой. У края верхней лопасти хвостового плавника имеется выемка. Ноздри обрамлены короткими лоскутами кожи. У этих акул маленькие спинные плавники. Первый спинной плавник немного меньше второго спинного плавника. Основание второго спинного плавника расположено посередине оснований брюшных плавников. Грудные плавники короткие. Хвостовой плавник асимметричный, нижняя лопасть короткая, но хорошо развитая. Прекаудальные выемки или латеральные кили на хвостовом стебле отсутствуют. Тело покрыто довольно высокими, широкими плакоидными чешуйками в форме трёхзубчатой короны. Окраска чёрно-коричневого или тёмно-коричневого цвета.
Название рода происходят от слов др.-греч. Σκύμνος — «детёныш» и греч.  ὀδούς — «зуб».

## Классификация
- Scymnodon obscurus Vaillant, 1888 — Малозубая колючая акула
- Scymnodon ringens Barbosa du Bocage et Brito Capello, 1864 — Острозубая колючая акула